# 凶男寡女
《凶男寡女》（英文名：Set Up）是王晶編劇及監製的2005年恐怖港產片，由鍾少雄執導，鍾麗緹、謝天華、張耀揚、何華超、梁敏儀、路斯明及駱力煒等主演。故事藍本取材自1993年葉玉卿主演的《盲女72小時》。

## 演員表
- 鍾麗緹
- 謝天華
- 張耀揚
- 何華超
- 梁敏儀
- 路斯明
- 駱力煒
- 吳永倫
- 彭美嫦